# Jules Auffray
Pour les articles homonymes, voir Auffray.
Jules Auffray est un homme politique français né le 3 novembre 1852 à Paris et mort le 7 avril 1916 à Paris 6e.

## Biographie
Jules Augustin Auffray est le fils de l'avocat parisien Alexandre Augustin Auffray et le petit-fils de Gilbert Boulu, médecin de Napoléon III. Il suit de brillantes études au collège des jésuites rue de Vaugirard, s'engage dans un bataillon de mobiles lors de la guerre franco-allemande de 1870, puis poursuit ses études.
Licencié en lettres, docteur en droit, il est auditeur au Conseil d’État en 1878. Il démissionne en 1880 au moment des décrets sur les congrégations, et s'inscrit comme avocat au barreau de Paris. Il est le premier président de la conférence Olivaint et président de la conférence Molé-Tocqueville. 
Se consacrant à la politique et à la défense religieuse dans le comité présidé par le baron de Mackau, il dirige pendant plusieurs années le Journal de Saint-Germain, organe de presse catholique et royaliste, collabore à divers autres journaux (Le Monde, La Vérité française, etc), écrit de nombreux articles de critique littéraire. Dans une brochure intitulée Les expulsés devant les tribunaux, il trace la voie à suivre par les victimes des décrets, et met ses connaissances juridiques au service des Frères des écoles chrétiennes, dont l'État conteste la propriété de l'immeuble de la rue de Sèvres. 
Il se fait également connaître comme orateur enthousiaste et persuasif dans de nombreuses réunions catholiques, parlant notamment contre les laïcisations, et en faveur de la liberté de l'enseignement. Après la mort du comte de Chambord (24 août 1883), il publie une brochure très remarquée pour engager les légitimistes à se rallier au comte de Paris.
Secrétaire de l'Union des droites, il cherche la restauration uniquement pour un motif religieux. Il est le meneur de l'alliance des royalistes avec Georges Boulanger et son mouvement boulangiste.
En 1894, il est un anti-dreyfusard, assurant la défense de Dautriche, l'archiviste du ministère de la Guerre, en 1904. Il est conseiller municipal de Paris de 1900 à 1904 et député de la Seine de 1902 à 1906, inscrit au groupe républicain nationaliste. Il est plusieurs fois sanctionné pour avoir perturbé la séance. 
Vouant un culte fervent à Jeanne d'Arc, il contribue pour une large part à créer le grand mouvement d'opinion qui aboutit à l'institution de sa fête nationale.
Lors de la Première Guerre mondiale, il fonde et administre l'hôpital militaire de Saint-Pol, pour les typhiques, en assurant lui-même le ravitaillement. L'activité intense qu'il déploie dans ce service volontaire, et les fatigues qu'il s'impose, entraînent sa fin prématurée le 7 avril 1916 à Paris.

### Famille
Gendre d'Amédée de Margerie, il est le grand-père de Jean-Paul Auffray, d'Hugues Aufray et de Pascale Audret.

## Publications
- Le rétablissement du monopole universitaire (1883)
- Le 3 septembre 1833 à Goritz, son histoire et ses résultats (1883)

## Sources
- « Jules Auffray », dans le Dictionnaire des parlementaires français (1889-1940), sous la direction de Jean Jolly, PUF, 1960 [détail de l’édition]
- Bertrand Joly, Aux origines du populisme : histoire du boulangisme, Paris, CNRS Éditions, 2022, 600 p. (ISBN 978-2-271-13972-6)